# De Havilland DH.61 Giant Moth
Dimensions
Le De Havilland Giant Moth, ou DH.61 est un avion de transport de passager, biplan, conçu par de Havilland Aircraft Company dans la deuxième moitié des années 1920.

## Conception
Le DH.61 est conçu en réponse à une demande australienne, pour remplacer le DH.50 utilisé localement pour le transport de courrier et de passagers. Bien que quatre fois plus lourd, il ressemble par sa silhouette générale au DH.60 Moth, premier d'une longue lignée d'avions d'entraînement. Ce biplan possède une cabine fermée pour six passagers, un cockpit ouvert pour l'unique pilote, et un seul moteur. Il est conçu pour utiliser initialement le Bristol Jupiter, spécifié par le client, mais peut être modifié pour recevoir des moteurs différents (un exemple reçoit plus tard un Pratt & Whitney R-1690 Hornet). Techniquement, il est assez caractéristique des principes de construction habituels chez de Havilland : la structure est en épicéa recouvert, selon les endroits, de toile ou de contreplaqué, le train est monté sur des tubes de caoutchouc... Les ailes sont en partie repliables, pour faciliter le stationnement dans un hangar,.  

## Utilisation
Ces avions (10 produits) servent surtout en Australie et en Nouvelle-Guinée. Deux sont équipés de flotteurs. En 1931, ils prennent part au premier transport de courrier assuré entièrement par avion entre l'Australie et la Grande-Bretagne. Leur carrière s'arrête cependant assez vite (1935), principalement à cause du manque de fiabilité des moteurs. 

## Exposition
Un Giant Moth est visible au Qantas Founders Outback Museum, il s'agit cependant d'une réplique moderne et non d'un avion d'époque. 